# Sofia av Holstein
Sofia av Holstein, född omkring 1375, död efter 1451 i Kammin, var en  hertiginna av Pommern. Dotter till greve Henrik II av Holstein (död 1381/1389) och Ingeborg av Mecklenburg (omkring 1340-1395).
Sofia gifte sig 1398 med hertig Bogislav VIII av Pommern (död 1418). Paret fick följande barn:
1. Adelheid av Pommern (död efter 1445), gift med hertig Bernhard II av Sachsen-Lauenburg (död 1463)
2. Bogislav IX av Pommern (död 1446), hertig av Pommern